# جوليون ليسكوت
جوليون ليسكوت (بالإنجليزية: Joleon Lescott)‏، من مواليد 16 أغسطس 1982 في برمنغهام في إنجلترا، لاعب كرة قدم إنجليزي.بدأ مسيرته الكروية مع نادي وولفرهامبتون واندرز في عام 1999، ولعب معهم حتى عام 2006، وشارك معهم في 212 مباراة وسجل 13 هدف، ومنذ عام 2006 وهو يلعب مع نادي إيفرتون.وفي عام 2014 اشتراه وست بروميتش البيون بالمجان.

## مسيرته الكروية
لعب جوليون ليسكوت خلال مسيرته الاحترافية مع 7 أندية في عشرون موسمًا وسجل خلالها 36 هدفًا ضمن 503 مباراة. ولم يفز بأي موسم بالكأس وفاز في موسمين بالدوري.
خاض جوليون ليسكوت مسيرته مع نادي وولفرهامبتون واندررز في موسم 2000–01 ليلعب معه ستة مواسم، مشاركًا في 212 مباراة سجل خلالها 13 هدفًا. ثم انتقل إلى نادي إيفرتون في موسم 2006–07 ليلعب معه أربعة مواسم، حيث شارك في 112 مباراة سجل خلالها 14 هدفًا. لينتقل بعدها إلى نادي مانشستر سيتي في موسم 2009–10 ليلعب معه خمسة مواسم، مشاركًا في 107 مباراة سجل خلالها 7 أهداف. ثم انتقل إلى نادي وست بروميتش ألبيون في موسم 2014–15 ولمدة موسمين، مشاركًا في 36 مباراة سجل خلالها هدفًا واحدًا. هذا وانتقل لاحقًا إلى نادي أستون فيلا في موسم 2015–16 لمدة موسم واحد، مشاركًا في 30 مباراة سجل خلالها هدفًا واحدًا أيضًا. ثم انتقل بعدها إلى نادي سندرلاند في موسم 2016–17 لمدة موسم واحد، مشاركًا في مباراتين ولم يسجل أي هدف.

## روابط خارجية
- جوليون ليسكوت على موقع الاتحاد الدولي (مؤرشف)  (الإنجليزية)
- جوليون ليسكوت على موقع الاتحاد الأوربي (الإنجليزية)
- جوليون ليسكوت على موقع قاعدة بيانات كرة القدم.إي يو (الإنجليزية)
- جوليون ليسكوت على موقع ناشيونال فوتبول تيمز (الإنجليزية)
- جوليون ليسكوت على موقع Soccerbase.com (لاعب) (الإنجليزية)
- جوليون ليسكوت على موقع Soccerway.com (الإنجليزية)
- جوليون ليسكوت على موقع عالم كرة القدم.نت (الإنجليزية)
- جوليون ليسكوت على موقع كووورة
- جوليون ليسكوت على موقع AS.com (الإسبانية)